# Galão

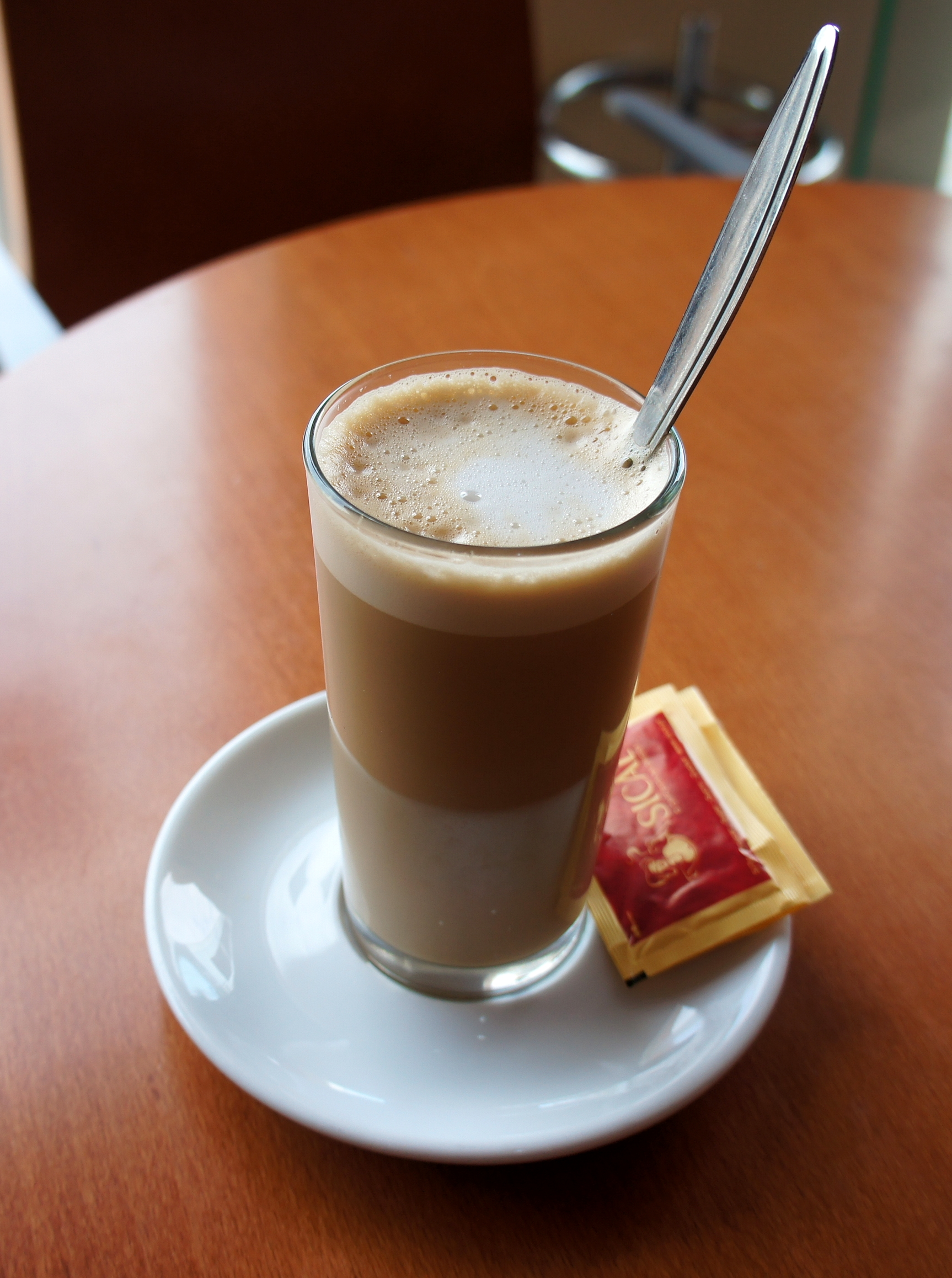
Galão.

Le Galão est une boisson chaude portugaise faite d'un mélange d'expresso et de mousse de lait. 
Semblable au caffè latte ou au café au lait, il se sert dans un grand verre avec un mélange d'un quart expresso et trois quarts mousse de lait contrairement au garoto qui est préparé avec de l'expresso et de la mousse de lait à parts égales dans une tasse à café. Lors de la préparation, l'expresso est versé dans un verre contenant la mousse de lait préalablement préparée avec le jet de vapeur de la cafetière.

## Sources
- (en) João Luís Vieira Leitão, « Coffee: Portugal's Other National Drink », CoffeeGeek, 5 avril 2006 (consulté le 20 août 2010)